# 室伏稔
室伏 稔（むろふし みのる、1931年9月22日 - 2016年1月27日）は、日本の実業家。位階は従三位。伊藤忠商事社長や、日本政策投資銀行社長、日本貿易会会長を務めた。

## 人物・経歴
静岡県駿東郡小山町出身。静岡県立沼津東高等学校では柔道部で黒帯を取得。1956年東京大学法学部第2類（公法コース）卒業。1990年から伊藤忠商事社長を務め、タイムワーナーやファミリーマートへの出資などを行った。1994年初代日本トルクメニスタン経済委員会会長。2004年4月旭日大綬章受章。2007年から日本政策投資銀行総裁として民営化にあたり、2008年に民営化された日本政策投資銀行の初代社長に就任した。2016年1月27日死去。84歳没。